# Lingua franca
Лингва франка (од лат. lingua franca) јесте израз који се користи за било који језик чија употреба у великој мери прелази границе земље у којој се говори. Термин „франка” је преузет из арапског језика који су тако називали све европске језике, тј. језике крсташа. Арапи су у доба Крсташких ратова све људе западне Европе називали Францима. Да ли ће неки језик постати лингва франка или не, зависи превасходно од политичке, економске или друге врсте моћи земље где се тај језик говори. Енглески језик је лингва франка краја 20. и почетка 21. века.

## Дефиниција
У онлајн верзији речника Oxford Advanced Learner's Dictionary, lingua franca је дефинисана као језик који је усвојен као заједнички језик међу говорницима чији је матерњи језик различит. Лингва франка је, најкраће речено, заједнички језик за комуникацију и користе га неизворни говорници, који имају различите лингвистичке и културне позадине и теже остварењу различитих врста контаката. Не ради се о језику за посебне намене, нити о пиџину или међујезику, већ о једном од средстава за комуникацију, које појединац има на располагању. Дакле, лингва франка је језик за комуникацију, тзв. „језик контакта”, за разлику од оних језика који служе за идентификацију, односно афирмацију идентитета, па је потребно установити јасну разлику између те две групе језика.

## Лингва франка кроз историју
У одређеним периодима различити језици су се користили као лингва франка. Тако је у средњем веку латински језик служио као лингва франка, као и грчки у античко доба. У средњем веку, латински је био лингва франка у западном делу Европе, а у Византији то је био грчки језик. На Старом истоку неки од примера су акадски и арамејски језик. Од 7. века примат на Блиском истоку преузима арапски чија доминација траје пола миленијума. У југозападној и средњој Азији, односно на Индијском потконтиненту током касног средњег века и у новом веку лингва франка је био персијски језик. Шпански је заменио латински и у току 16. и 17. века, био је језик комуникације у дипломатији, када га је заменио француски, који је био језик међунардне комуникације све до средине 20. века, када га је потиснуо енглески језик. До укључења Велике Британије, Ирске и Данске 1973. године у Европску економску заједницу, француски и немачки су били језици комуникације међу земљама чланицама. Немачки је био лингва франка науке у многим деловима Европе, Америци и неким деловима Азије (Турска, Русија, Азербејџан) током 19. и 20. века, нарочито у области физике, хемије и социологије. Такође се сматрао пословним језиком и језиком политике. У неким дисциплинама, као што су филозофија и теологија, и данас је познавање немачког језика од кључном значаја и поставља се као услов при кандидатурама за докторате на неким универзитетима не само у Европи, него и у свету.

## Енглески као лингва франка
Енглески као интернационални језик у већој или мањој мери поистовећујемо са терминима као што су: енглески као lingua franca, енглески као глобални језик, енглески као светски језик, енглески као медијум интеркултуралне комуникације. Сваки од наведених термина указује на употребу енглеског језика који се разликује од оног који користе изворни говорници. Сваки корисник lingua franca има сопствене линвистичке форме, не постоји само једна, општеприхваћена варијанта, али се обично употребљавају они облици који су често коришћени и разумљиви међу говорницима енглеског, који имају различит први језик. Ради се о људима који не говоре само један језик и не покушавају да буду део говорне заједнице којој је енглески матерњи језик. Не би требало узети као параметар компетенцију коју имају „идеализовани” изворни говорници, баш зато што се ради о језику за комуникацију, а не за идентификацију. Комуникација је по принципу „Нека прође”, не постоје јасно дефинисане норме које би требало следити. Значи да је битно да се без обзира на могуће грешке комуникација одвија, а неспоразуми превазилазе.

## Статус енглеског језика
Енглески језик има посебан статус као званични или други језик у више од седамдесет земаља, и чињеница је да овакав престиж до сада није уживао ниједан језик осим њега. Енглески језик можемо сматрати приоритетним страним језиком у већини земаља. Дакле, велики је број људи који говоре енглески као матерњи, други или страни језик. Не треба занемарити чињеницу да је у многим земљама широм света енглески био уведен као национални или званични језик, што је била последица британског колонијализма у прошлости. Међутим, за разлику од тог времена кад је језички империјализам, спровођен на нивоу државе-нације, у савременом свету се суочавамо са глобалном употребом енглеског, а разлози за инсистирање на његовој употреби и значају, доводе се у везу са политичком, културном, технолошком, економском моћи. Компјутерска технологија и откриће Интернета ојачали су глобалну употребу енглеског језика, који је у почетку био доминантан језик глобалне светске мреже. Данас је ситуација другачија и веб-странице су мултијезичког карактера, тако да је лингвистичка разноврсност загарантована постојањем Интернета.
Латински језик је својевремено био lingua franca, али за разлику од њега, који се данас може сматрати изумрлим језиком, енглески, као интернационални језик, нема исту будућност. Страх од фрагментације енглеског није оправдан, јер су варијације у писаном енглеском језику незнатне, па се може говорити о постојању светског стандардног штампаног енглеског, као увертире за настанак светског стандардног говорног енглеског.
Кад говоримо о енглеском језику, углавном се позивамо на амерички или британски енглески, који у писању углавном коинцидирају, али на основу говора лакше можемо да идентификујемо да ли су говорници из Сједињених Америчких Држава или Велике Британије. Ипак, оно што често заборављамо јесте да осим наведених постоје и друге варијанте, које можда порекло везује за Британију или САД, али се разликују у односу на њих. Распрострањеност енглеског језика на глобалном нивоу довела је до тога да на њега утичу како изворни говорници, тако и они који то нису. Број говорника којима је енглески матерњи језик, далеко је мањи од оних које називамо неизворним говорницима.

## Енглески језик као претња
Утицај једног језика на други је природна појава и широк је спектар оних језика који су обогатили вокабулар енглеског, пре него што је он имао утицаја на њих — наилазимо на податак да се ради о више од 120 језика. Често се скреће пажња на податак да ће од око 6000 језика на свету, чак половина изумрети у наредних 100 година, а често енглески језик бива „окривљен” за то. Кроз историју се често дешавало да један језик буде замењен другим. Као пример могу послужити шпански и португалски језик, који су великој мери утицали на нестанак америндијанских језика у Јужној Америци.
За опис енглеског језика као лингва франка често се користи метафора „Тројанског коња”, која је заснована на идеји да је интеграција у културу језика који усвајамо као lingua franca присилна и неприродна и да се временом може утицати на то да почнемо да размишљамо искључиво на том језику, а не на матерњем. Ова метафора није оправдана, јер потцењује нашу способност да поседујемо свест о више од једне културе. Чак и људи којима је билингвалност природно стање, не мисле да је њихов културни идентитет на било ком од та два језика угрожен постојањем оног другог. Језик који се користи као lingua franca не може значајно угрозити национални језик. Међутим, језичка идеологија зависи од „позиције и моћи државних институција (образовних, правних, државних) у политичким заједницама у којима живимо”.

## Енглески језик у Европској унији
Релевантна институција Европе, која се, између осталог, бави и језичким политикама јесте Савет Европе. Као један од главних циљева пропагира се комуникативна компетенција на више језика и постизање што већег нивоа интеркултуралности грађана. Циљ је пронаћи баланс између очувања културне разноврсности, с једне стране и развоја заједничке комуникативне сфере, с друге. Заједнички језик може да ојача комуникативну интеграцију заједнице (Beirwates (1998), pp. 11).
Доминација енглеског је неоспорна у лингвистички разноврсној Европи. Не би требало ограничавати учење енглеског на ниво основне комуникације. Све док су индивидуална или колективна језичка права загарантована, учење енглеског са циљем стицања високе компетенције не представља проблем.

## Учење енглеског као лингва франка
Учење било ког страног језика отвара врата новог света, омогућава другачије перспективе, већу мобилност, превазилажење предрасуда, размену идеја, уважавање различитости других култура, развој толеранције. Поред свега набројаног, мотивација за учење енглеског језика може бити заснована и на статусу који тај језик има. Енглески уче људи који су различитог друштвеног и економског статуса и није само језик елите. Различити језици имају различите улоге у друштву, и потребно је поћи од тога, потребно је разумети улогу енглеског као lingua franca и његов однос са другим језицима. Његова ограничена улога и другачији статус, тј. чињеница да се користи као заједнички језик за комуникацију, никако не може представљати претњу другим језицима.

## Истраживања о енглеском као лингва франка
Спроведена су различита истраживања, а једно од најпознатијих је свакако VOICE — Vienna Oxford интернационални корпус енглеског језика, које је имало за циљ проналажење облика које говорници енглеског са различитим првим језиком користе систематично и често. Без обзира што се ти облици разликују од оних које користе изворни говорници, не узрокују проблеме у комуникацији. Неспоразуми нису чести, а уколико до њих и дође, прибегава се различитим стратегијама како би се они превазишли. Такође је извршена и идентификација најчешћих грешка које ови говорници праве.